# Jimmy O'Bryant
Jimmy O'Bryant (Arkansas of Kentucky, 1896 - Chicago (Illinois), 24 juni 1928) was een jazz-klarinettist. Hij werd vaak vergeleken met Johnny Dodds.
O'Bryant speelde in de Tennessee Ten (1920-1921), in 1923 in een groep met Jelly Roll Morton en W. C. Handy en in 1924 met King Oliver. Van 1923 tot 1926 maakte hij met Lovie Austin's Blues Serenaders veel plaatopnames. Ook met eigen zijn washboard band (onder de namen Famous Original Washboard Band en Washboard Wonders, met onder meer pianist Jimmy Blythe) ging hij in die jaren de studio in.

## Discografie (op cd)
- Jimmy O'Bryant's Washboard Band vol. 1 (1924-1925), RST, 2000
- Jimmy O'Bryantt, vol. 2 & Vance Dixon (1923-1931): Hot Clarinet, RST, 2000
- Mystery Man of Jazz (opnames 1924-1926), Frog, 2002

- Bibliothèque nationale de France: cb14027826q (data)
- Gemeinsame Normdatei: 1121029442
- International Standard Name Identifier: 0000 0000 3491 8865
- Library of Congress Control Number: n85068364
- MusicBrainz: fa71367e-86dc-4a0b-98c3-9539ecc48012
- Système universitaire de documentation: 250597608
- Virtual International Authority File: 12505210
- WorldCat: E39PBJy8yGrF8DBCw7rqFF69Xd